# Teemu Keskisarja
Teemu Aleksis Keskisarja, född 5 augusti 1971 i Helsingfors, är en finländsk historiker och politiker (Sannfinländarna). Han är ledamot av Finlands riksdag sedan 2023.
Keskisarja blev invald i riksdagsvalet 2023 med 6 586 röster från Nylands valkrets.

## Utmärkelser
- Pro Finlandia-medaljen av Finlands Lejons orden,  6 december 2021[3]

[Redigera Wikidata]